# دميترو زوزوليا
دميترو زوزوليا (بالأوكرانية: Зозуля Дмитро Володимирович)‏ هو لاعب كرة قدم أوكراني في مركز الوسط، ولد في 9 يونيو 1988 في كييف في أوكرانيا. شارك مع منتخب أوكرانيا تحت 21 سنة لكرة القدم. أما مع النوادي، فقد لعب مع نادي فولين لوتسك.

## وصلات خارجية
- دميترو زوزوليا على موقع اتحاد أوكرانيا (الإنجليزية)
- دميترو زوزوليا على موقع قاعدة بيانات كرة القدم.إي يو (الإنجليزية)
- دميترو زوزوليا على موقع Soccerway.com (الإنجليزية)
- دميترو زوزوليا على موقع عالم كرة القدم.نت (الإنجليزية)